# Altavilla Monferrato
Altavilla Monferrato és un municipi situat al territori de la província d'Alessandria, a la regió del Piemont (Itàlia). Pertanyen al municipi les frazioni de Casazze, Cittadella i Franchini.
Altavilla Monferrato limita amb els municipis de Casorzo, Felizzano, Fubine, Montemagno, Viarigi i Vignale Monferrato.

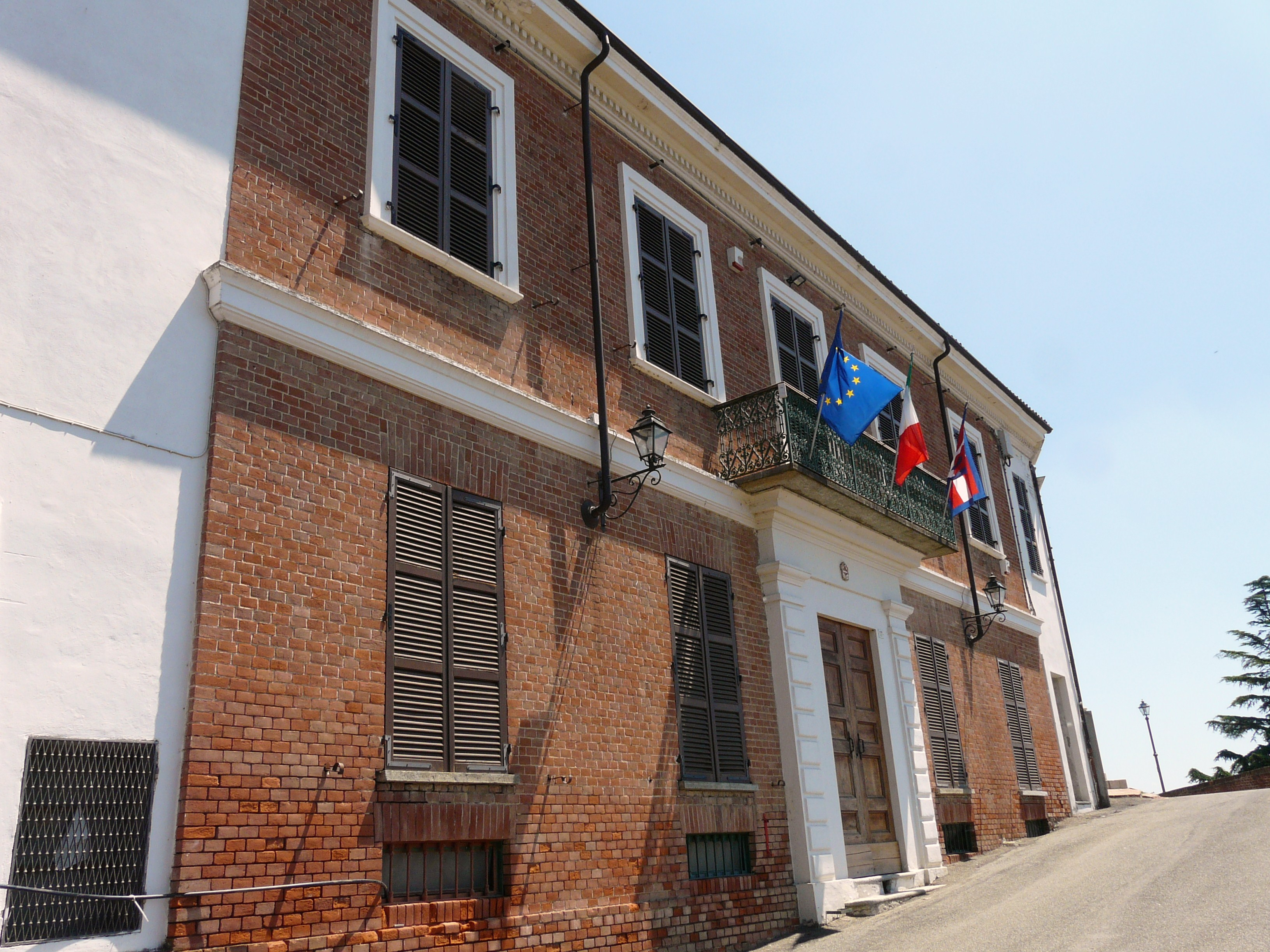
Ajuntament
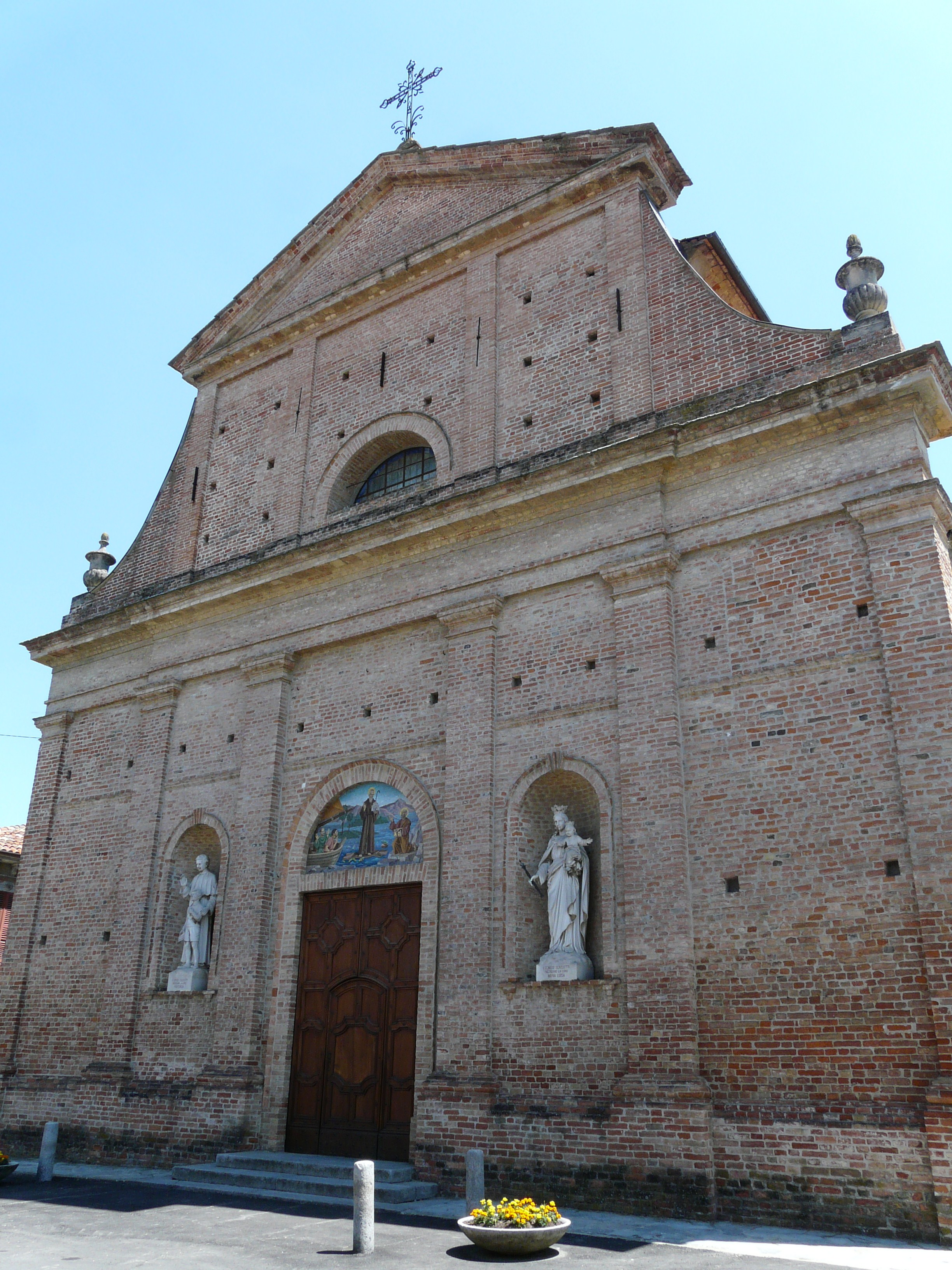
Església de Sant Giulio